# Sinfonieorchester Kiew

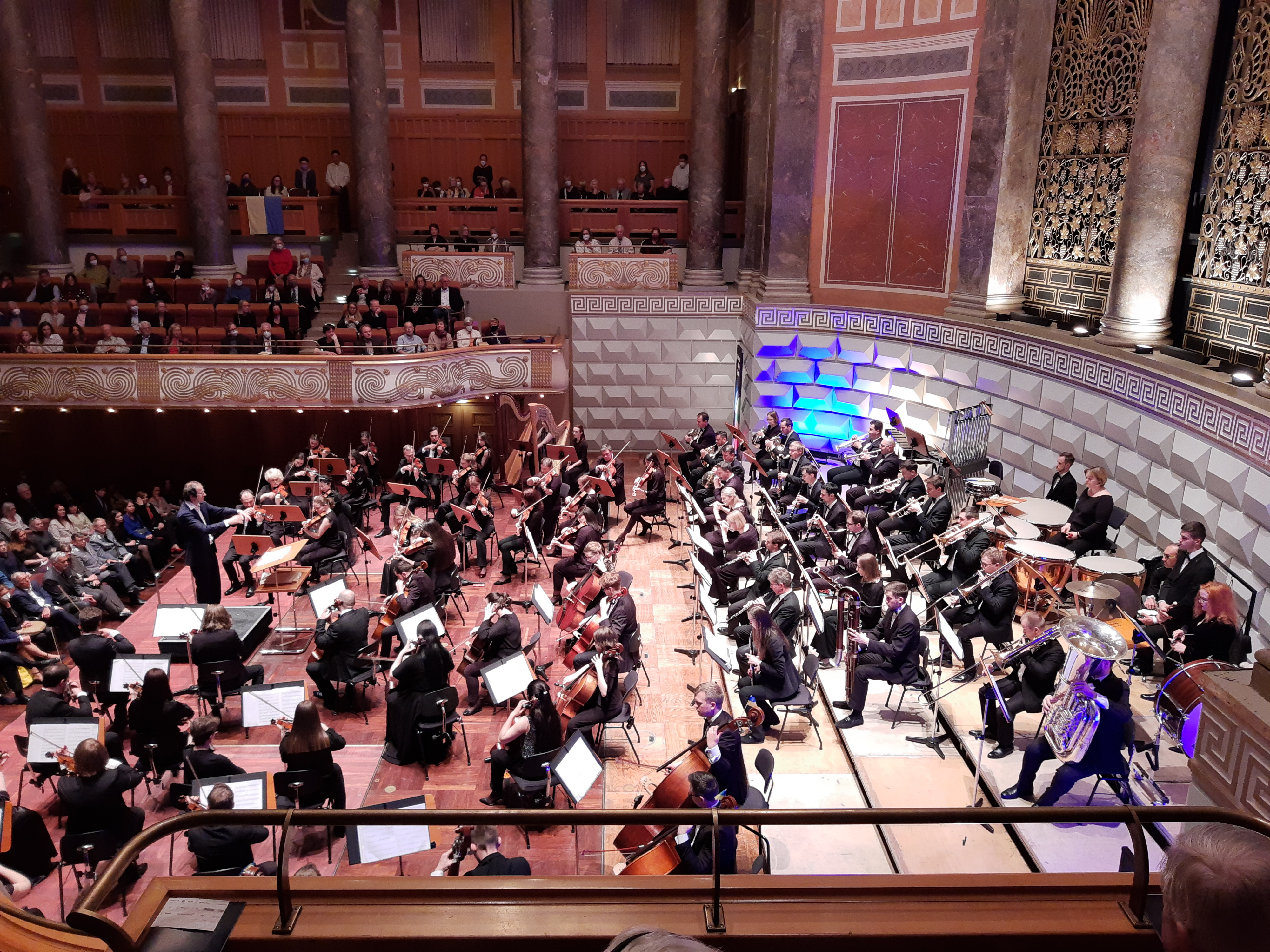
Das Sinfonieorchester Kiew im Kurhaus Wiesbaden

Das Sinfonieorchester Kiew (ukrainisch Київський симфонічний оркестр, englisch Kyiv Symphony Orchestra) ist ein ukrainisches Sinfonieorchester.

## Geschichte

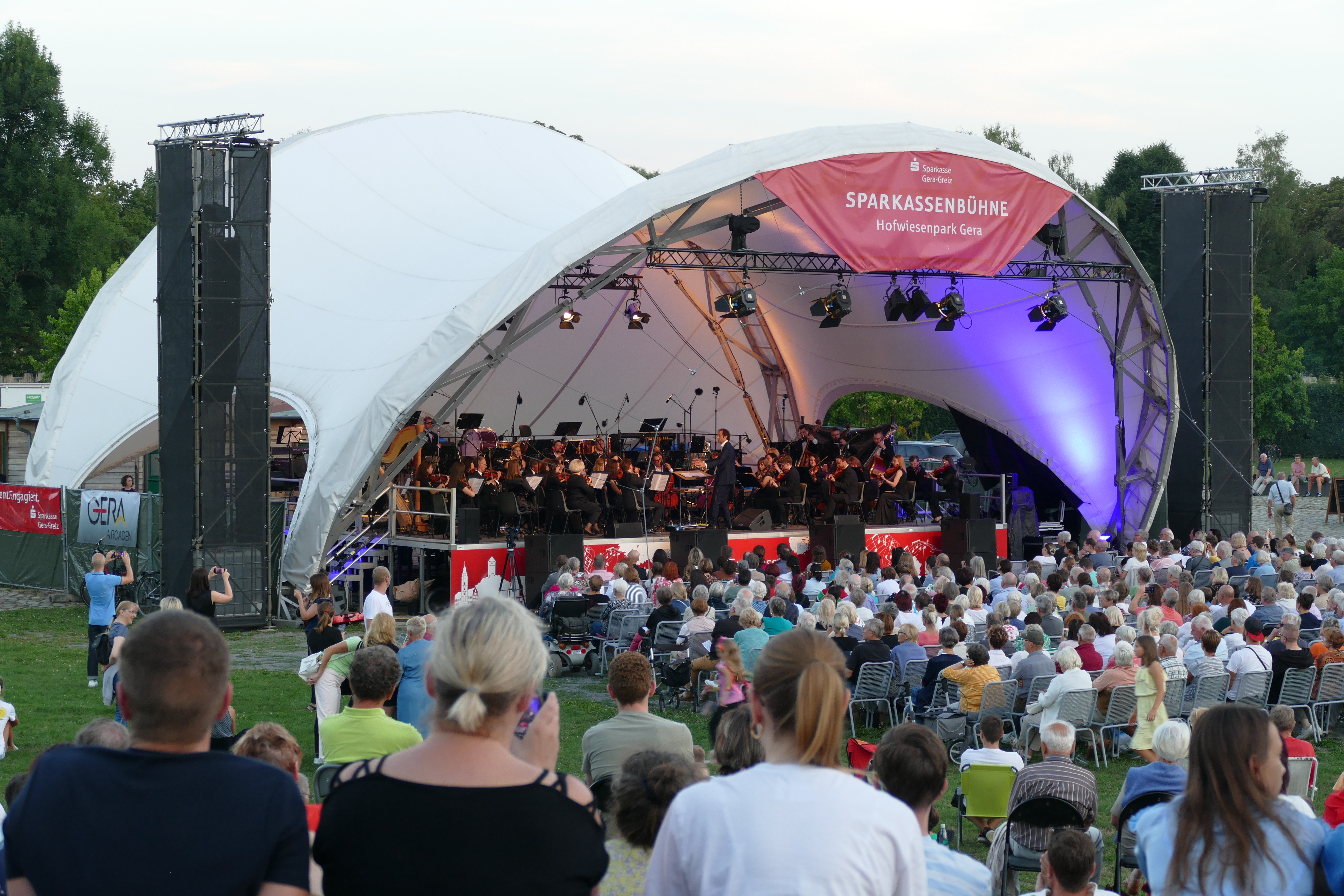
August 2022 im Geraer Hofwiesenpark

Das Orchester wurde in den 1980er Jahren in der damaligen Ukrainischen Sozialistischen Sowjetrepublik gegründet. Von 2018 bis 2024 war Luigi Gaggero Chefdirigent. Er kam um 2012 als Schlagwerker in die Ukraine und war von der stillen Aufmerksamkeit des Publikums beeindruckt, so als lauschten sie einer „geistigen Botschaft“. Gaggero wurde in Italien geboren, studierte in Deutschland und lehrte in Frankreich. Er sah darin „ein schönes Bild für Europa. Jedes Land bringt etwas, das die anderen nicht haben. Aber das Haus, das wir zusammen aufbauen, ist das gleiche Haus.“ Das Begleitheft der Warschauer Philharmonie sah das Orchester seinerzeit in einer Phase der revolutionären Erneuerung. Mit der Bestellung eines Ausländers zum Chefdirigenten werde das Ziel verfolgt, Musikwerke gleichzeitig frisch, geschichtsbewusst und emotional bewegend zu interpretieren. Dadurch sei eine seltene Verschmelzung aus der sinnlichen Musikalität der Ukraine und der analytischen Haltung des Westens entstanden. Die Frankfurter Allgemeine Zeitung schrieb nach dem Konzert in Berlin, was man gehört habe, sei „hervorragender Orchesterklang auf internationalem Niveau.“
Das Orchester gab Gastspiele in der Ukraine, in Spanien und in den Niederlanden. Es spielte zu nationalen Feiertagen, wie bei der Feier zum 30-jährigen Jubiläum der Unabhängigkeit der Ukraine 2021.
Während des russischen Überfalls auf die Ukraine war das Orchester zu einer Reihe von Konzerten in Polen und Deutschland eingeladen, beginnend mit einem Konzert in Warschau am 21. April 2022. Die Tournee wurde nicht nur vom Kulturministerium, sondern auch vom Verteidigungsministerium genehmigt, das den männlichen Mitgliedern erlaubte, die Ukraine für die Tournee verlassen. In Deutschland spielte das Orchester im Kulturpalast in Dresden, in Leipzig, der Berliner Philharmonie, dem Kurhaus Wiesbaden als Teil des Rheingau Musik Festivals, in Freiburg, im Kuppelsaal der Stadthalle Hannover und in der Elbphilharmonie in Hamburg. Die Künstler durften von ihren Familien begleitet werden. Die ukrainischen Komponisten Maxim Sosontowitsch Beresowski, Myroslaw Skoryk und Borys Ljatoschynskyj standen im Fokus der Tournee. Das Programm in Wiesbaden verband Beresowskis Sinfonie in C-Dur aus den 1770er Jahren mit dem Poème von Ernest Chausson op. 25 für Violine und Orchester und Myroslaw Skoryks Melodie in a-Moll (1982). Der Violinist war Aleksey Semenenko. Das Programm endete mit Ljatoschynskyjs Sinfonie No. 3, Op. 50.  Der letzte Satz dieser Sinfonie trägt das Thema Der Frieden wird den Krieg besiegen. Ljatoschynskyj musste unter dem Druck der sowjetischen Zensur dieses Thema streichen und die Musik optimistischer gestalten. Das Orchester spielte die Originalversion von 1951.
Am 29. Juni 2022 spielte das Orchester im Rahmen des NATO-Gipfels in Madrid im Prado-Museum.
Im Juli 2022 erklärte Julian Vonarb, Oberbürgermeister der Stadt Gera, dass Gera das Orchester langfristig aufnehmen und den Musikern und ihren Familien Wohnungen und Proberäumlichkeiten zur Verfügung stellen werde. Da ihr dortiges Konzerthaus kriegsbedingt für andere Zwecke genutzt wird, kann das Orchester nicht nach Kiew zurückkehren. Im August 2022 trat das Sinfonieorchester Kiew am ukrainischen Nationalfeiertag als Dankeschön für Gastfreundschaft und Hilfsbereitschaft im Rahmen eines Open-Air-Konzerts im Geraer Hofwiesenpark auf.
Auf Einladung des 38. Deutschen Evangelischen Kirchentags Nürnberg 2023 präsentierte am 10. Juni 2023 im Großen Saal der Meistersingerhalle das Sinfonieorchester Kiew unter dem italienischen Dirigenten Luigi Gaggero „Zeitgefühle“. Inspiriert von der Losung des Kirchentages musizierte das Sinfonieorchester Kiew Werke aus verschiedenen Musikepochen zu den unterschiedlichen musikalischen „Qualitäten“ von Zeit. Nach Stücken von Schumann und Stankowytsch beschloss das ukrainische Sinfonieorchester das Konzert mit der 5. Sinfonie von Beethoven.
Im Februar 2024 trennte sich das Orchester „im Unfrieden“ abrupt von seinem Chefdirigenten Luigi Gaggero.
Am 2. Juni 2024 gab das Orchester ein vielbeachtetes Konzert bei den Wiener Festwochen unter Leitung von Oksana Lyniv, bei dem es die Premiere der Todesfuge von Evgeni Orkin in Anlehnung an das gleichnamige Gedicht von Paul Celan sowie das Kaddisch Requiem Babyn Jar von Jewhen Stankowytsch spielte. Laut der Frankfurter Allgemeinen Zeitung hatte die Dirigentin die rund hundertfünfzig Musiker, darunter zwei Gesangssolisten, den Tenor Alexander Schulz und den Bassbariton Viktor Schewtschenko, „souverän im Griff“ und „ließ den erstaunlichen Klangreichtum des Werks durch das bestens vorbereitete ukrainische Orchester erblühen.“
Im Sommer 2024 verließ das Orchester aus finanziellen und atmosphärischen Gründen nach zwei Jahren Gera und zog auf Einladung von Bürgermeister Daniel Zimmermann in die Stadt Monheim am Rhein, die ihnen im stadteigenen Kulturbetrieb befristete Arbeitsverträge für bis zu drei Jahre angeboten hat. In Monheim wird eine alte Shell-Fassabfüllanlage an der Rheinpromenade in die Kulturraffinerie K714 umgebaut. Den Wohnraum für die insgesamt 130 Ukrainerinnen und Ukrainer stellt die städtische Wohnungsbaugesellschaft in einem Neubaukomplex im Stadtteil Baumberg bereit. Für Orchesterchef Oleksandr Sajzew ist dies ein Zeichen dafür, wie sehr sich die Region für die Kultur engagiert. Dem Orchester werden in der Stadt verschiedene Probe- und Auftrittsmöglichkeiten bereitgestellt.
Seit September 2024 bis heute hat das Sinfonieorchester Kiew mehrere vielbeachtete Konzerte Open Air sowie in der Aula am Berliner Ring in Monheim am Rhein gespielt, darunter am 24. Februar 2025 das Konzert zum 3. Jahrestag der russischen Invasion in die Ukraine unter Leitung von Oksana Lyniv, bei dem es unter anderem, begleitet vom ukrainischen Bariton Andrej Bondareko, die neueste Komposition von Evgeni Orkin, Requiem für einen Dichter, erstaufgeführt hat.